# Westerlo
Westerlo je belgická obec v provincii Antverpy. Westerlo se skládá ze sedmi následujících částí (bývalých obcí):
- Westerlo centrum
- Oevel
- Tongerlo
- Heultje
- Voortkapel
- Oosterwijk
- Zoerle-Parwijs

1. ledna 2018 mělo Westerlo celkem 24 884 obyvatel. Rozloha města je 55,13  km², z čehož vychází hustota zalidnění 451 obyvatel na km².

## Pamětihodnosti
- Hrad Westerlo je nepřetržitě od konce 15. století ve vlastnictví rodu Merode. V letech 1910–12 hraběnka Jeanne de Merode nechala postavit nový novogotický hrad, který je od roku 1970 využíván jako radnice města.
- V muzeu v opatství Tongerlo se nachází historická, velmi zdařilá kopie Poslední večeře od Leonarda da Vinciho. Opatství je známé také kvůli pivu Tongerlo Abbey, které se už ale v opatství nevaří.

## Osobnosti
- Jo Willems (narozen 1970), kameraman
- Ernest Sterckx (1922–1975), cyklista

## Partnerská města
- Oirschot,  Nizozemsko
- Ottersweier,  Německo
- Westerlo,  Spojené státy americké

## Galerie

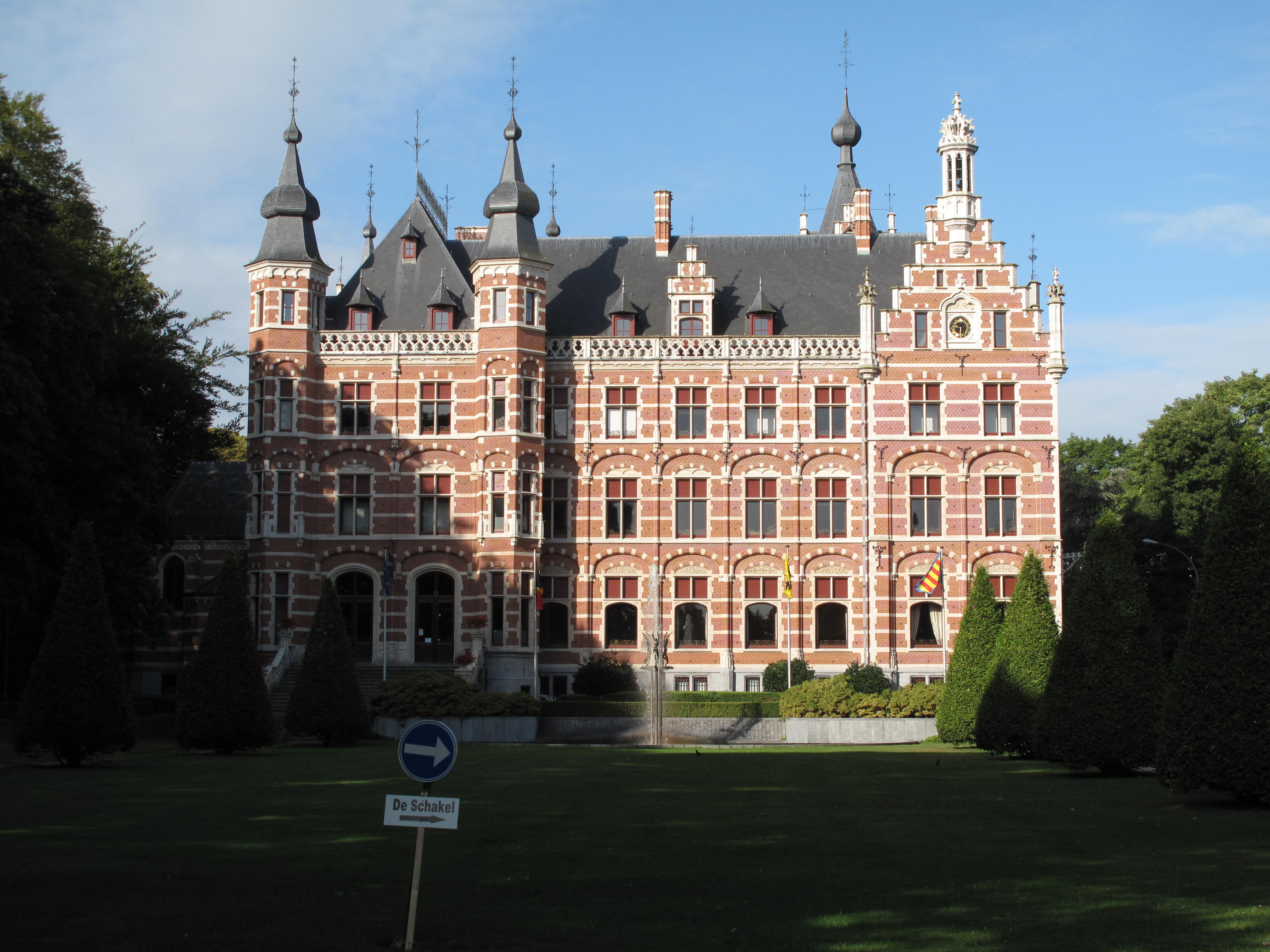
Westerlo, radnice
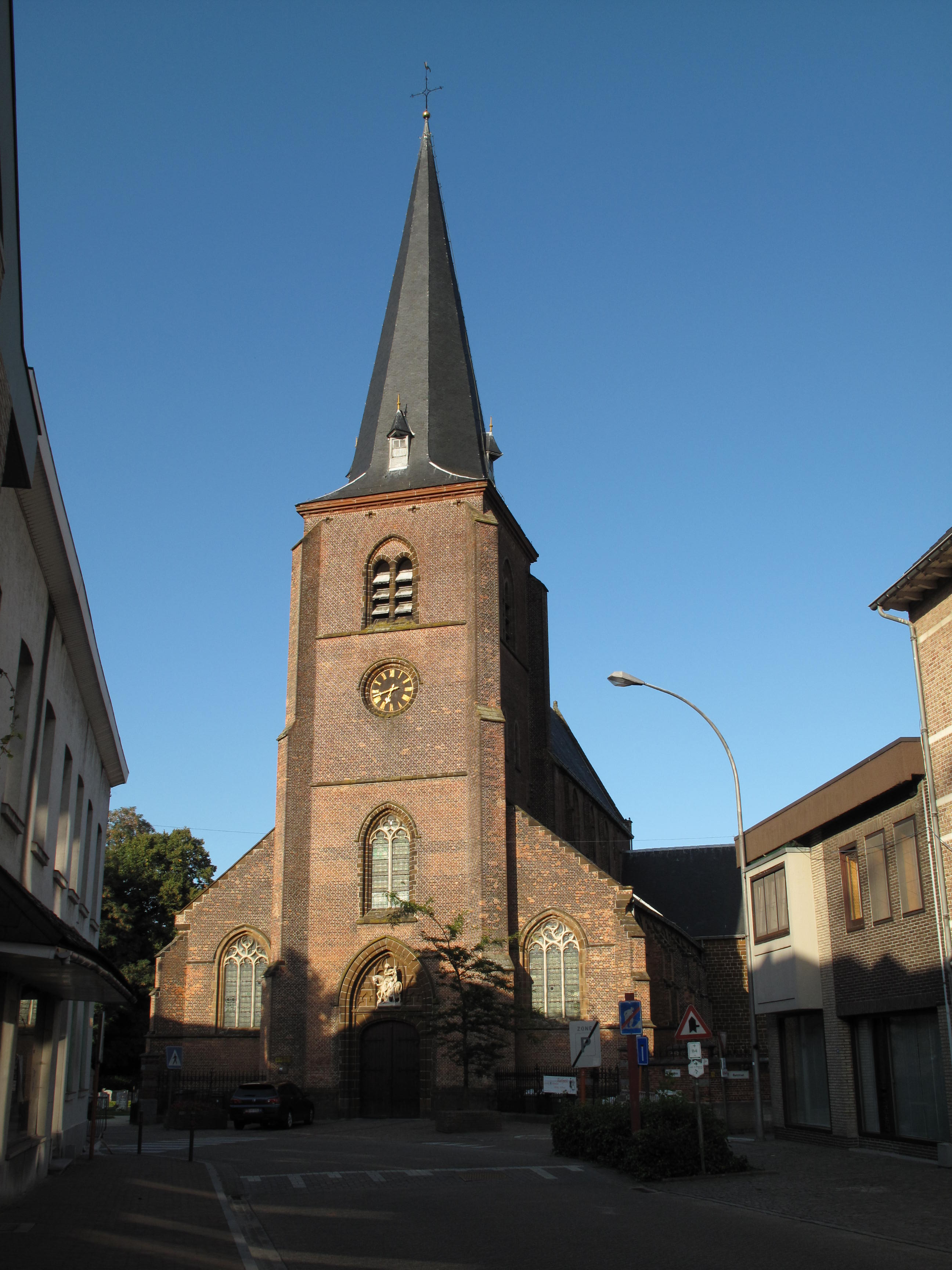
Westerlo, kostel
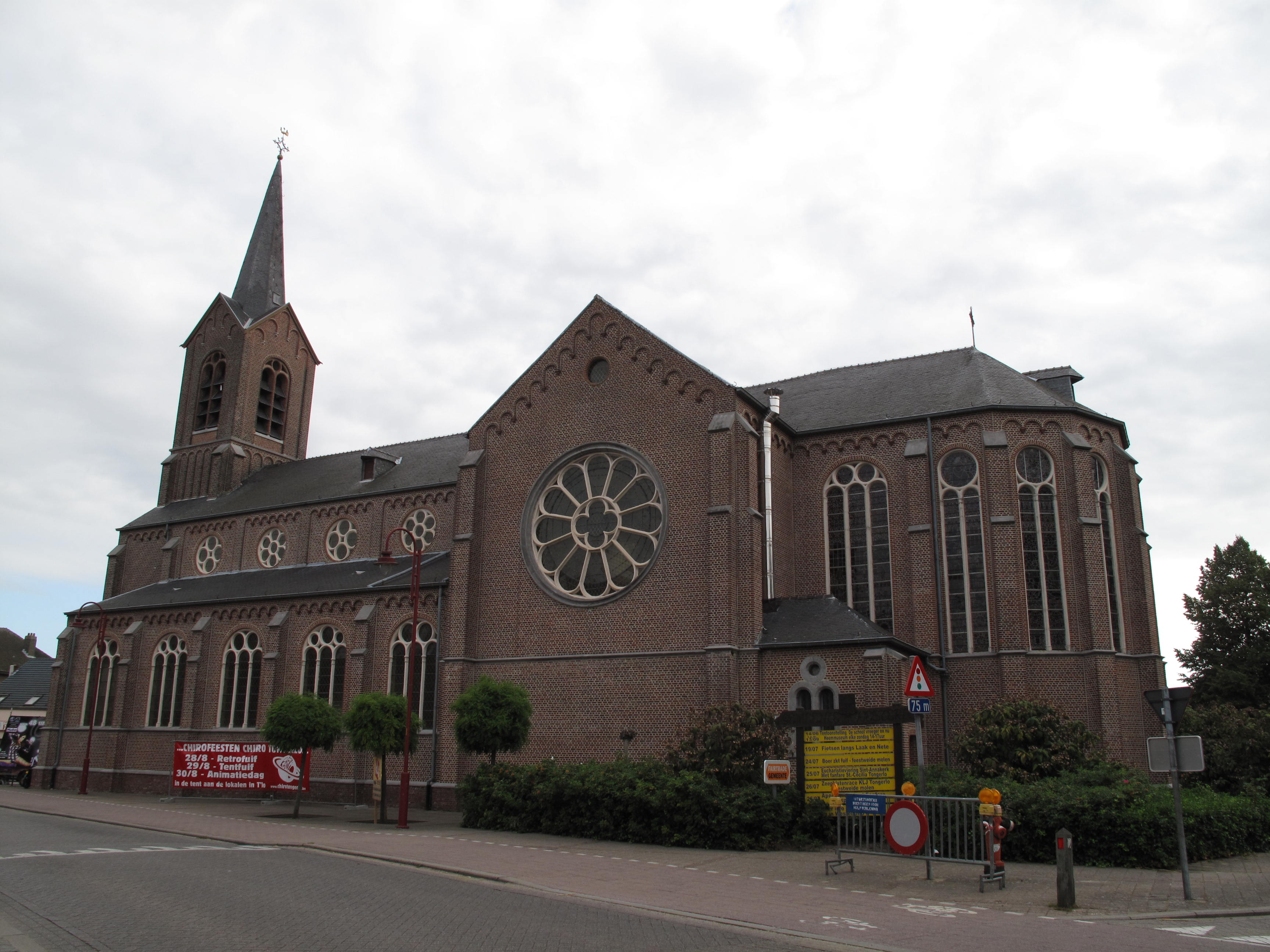
Tongerlo, kostel
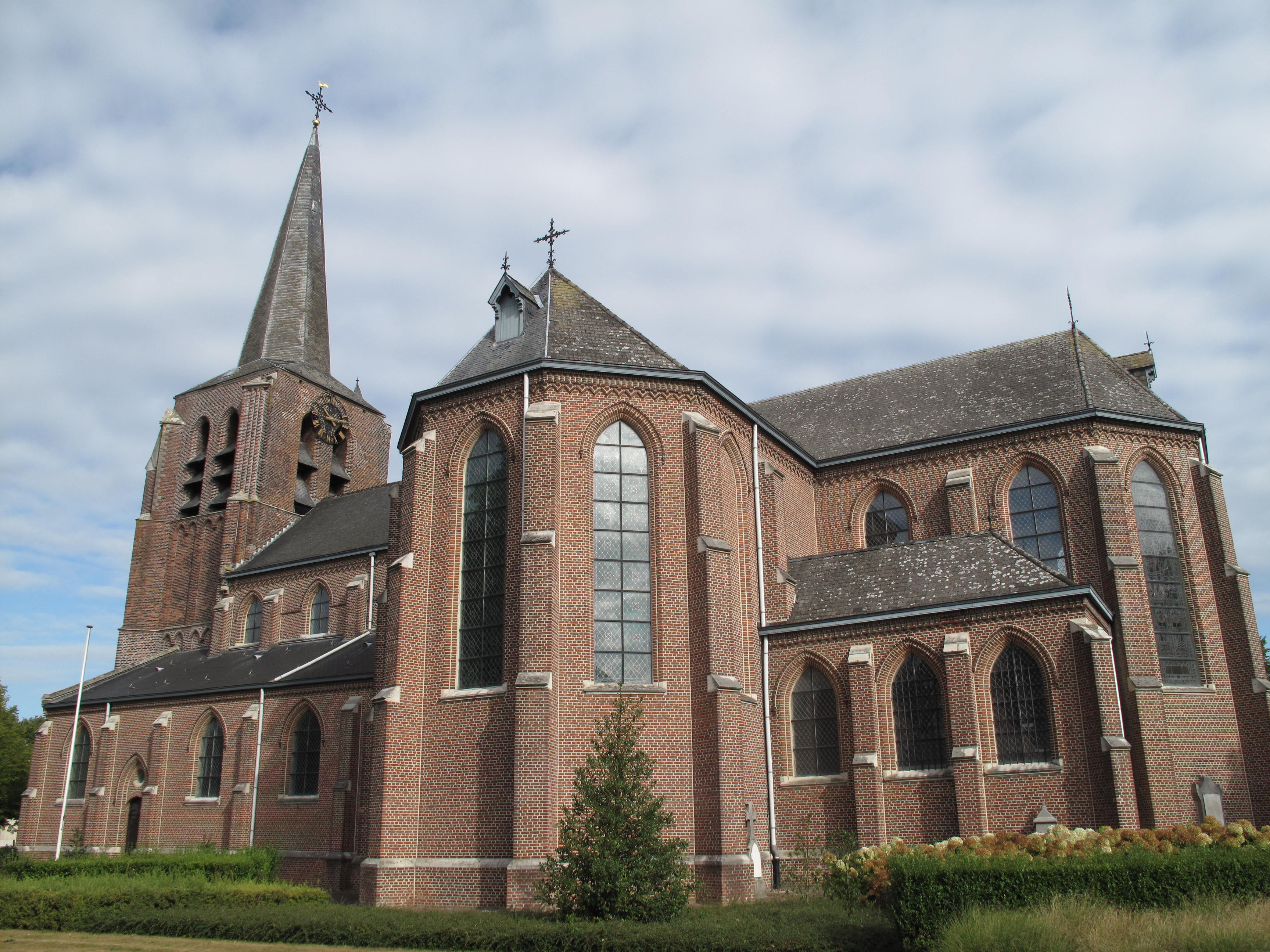
Oevel, kostel
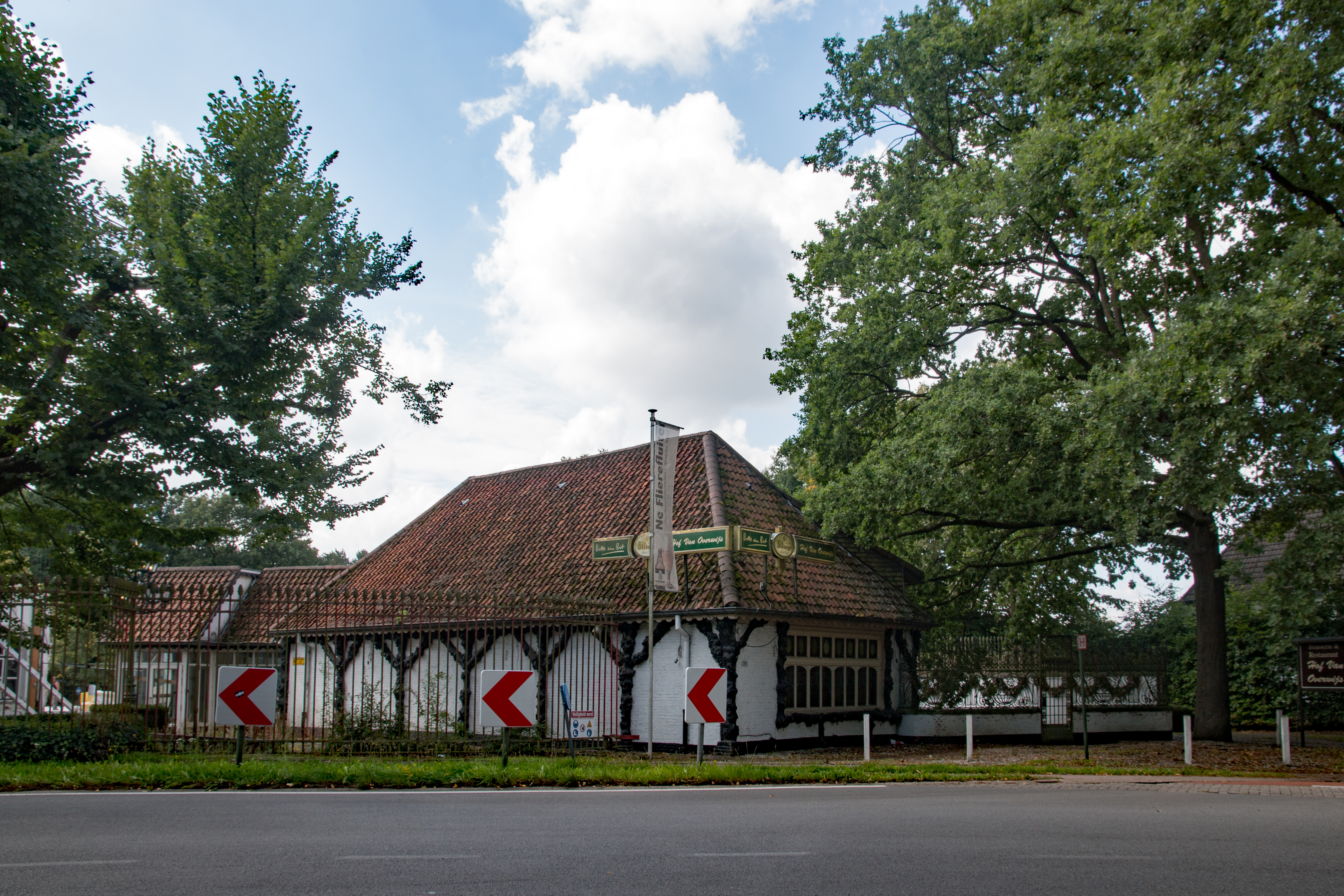
Hof van Overwijs